# Campeonato Pan Continental de Curling Masculino de 2024
El III Campeonato Pan Continental de Curling Masculino se celebró en Lacombe (Canadá) entre el 27 de octubre y el 2 de noviembre de 2024 bajo la organización de la Federación Mundial de Curling (WCF) y la Federación Canadiense de Curling.
Las competiciones se realizaron en el Gary Moe Auto Group Sportsplex de la ciudad canadiense.

## Tabla de posiciones
| Pos | Equipo         | G | P | G–P |
| --- | -------------- | - | - | --- |
| 1   | Canadá         | 7 | 0 | –   |
| 2   | Estados Unidos | 6 | 1 | –   |
| 3   | China          | 4 | 3 | 1–0 |
| 4   | Japón          | 4 | 3 | 0–1 |
| 5   | Corea del Sur  | 3 | 4 | –   |
| 6   | Australia      | 2 | 5 | 1–0 |
| 7   | Nueva Zelanda  | 2 | 5 | 0–1 |
| 8   | China Taipéi   | 0 | 7 | –   |

## Fase final
- Todos los partidos en la hora local de  (UTC+).

|  | Semifinales    | Semifinales |   |        | Final          | Final |  |
|  |                |             |   |        |                |       |  |
|  |                |             |   |        |                |       |  |
|  | Canadá         | 4           |   |        |                |       |  |
|  | Japón          | 8           |   |        |                |       |  |
|  |                |             |   |        |                |       |  |
|  |                |             |   |        |                |       |  |
|  |                |             |   |        | Japón          | 4     |  |
|  |                | China       | 6 |        |                |       |  |
|  |                |             |   |        |                |       |  |
|  |                |             |   |        |                |       |  |
|  |                |             |   |        | Tercer lugar   |       |  |
|  |                |             |   |        |                |       |  |
|  | Estados Unidos | 4           |   | Canadá | 8              |       |  |
|  | China          | 7           |   |        | Estados Unidos | 10    |  |

## Medallistas
| Evento | Oro                                                            | Plata                                                                  | Bronce                                                                                   |
| ------ | -------------------------------------------------------------- | ---------------------------------------------------------------------- | ---------------------------------------------------------------------------------------- |
| Equipo | China Xu Xiaoming Fei Xueqing Wang Zhiyu Li Zhichao Ye Jianjun | Japón Tetsuro Shimizu Shinya Abe Hayato Sato Haruto Ouchi Sota Tsuruga | Estados Unidos John Shuster Christopher Plys Colin Hufman Matt Hamilton John Landsteiner |